# エディス・マガイヤー
エディス・マガイヤー (Edith Marie McGuire、1944年6月3日 - )は、アメリカ合衆国ジョージア州アトランタ出身の元陸上競技選手。ウィルマ・ルドルフやワイオミア・タイアスらと並ぶ、1960年代を代表するアメリカの女性スプリンターの一人である。テネシー州立大学出身。

## 経歴
マガイヤーの選手としての経歴は短かったものの、全米選手権では3つの種目で計6つのタイトルを獲得。このうち彼女の得意種目であった200mと220ヤードで4つ勝利を飾っている。
1964年東京オリンピックには200mの優勝候補の最右翼として登場。まず100mに出場した。決勝でチームメイトのタイアスに敗れ銀メダルに終わる。しかし、得意種目でこの年負け知らずだった200mでは、ライバルのポーランドのイレーナ・シェビンスカを寄せ付けず金メダルを獲得した。さらに4×100mリレーにも出場。しかし、シェビンスカ擁するポーランドの前に銀メダルに終わった。
マガイヤーは1965年に引退し、教師となった。

## 主な実績
| 年   | 大会                   | 場所                 | 種目         | 結果 | 記録   |
| ---- | ---------------------- | -------------------- | ------------ | ---- | ------ |
| 1963 | パンアメリカンゲームズ | サンパウロ(ブラジル) | 100m         | 1位  | 11秒65 |
| 1963 | パンアメリカンゲームズ | サンパウロ(ブラジル) | 走幅跳       | 3位  | 5m48   |
| 1964 | オリンピック           | 東京(日本)           | 100m         | 2位  | 11秒6  |
| 1964 | オリンピック           | 東京(日本)           | 200m         | 1位  | 23秒0  |
| 1964 | オリンピック           | 東京(日本)           | 4×100mリレー | 2位  | 43秒9  |